# Tricloruro di itterbio
Il tricloruro di itterbio, o cloruro di itterbio(III), è un composto chimico inorganico dell'itterbio con formula YbCl3. Reagisce con il cloruro di nichel per formare un catalizzatore molto efficace per la dealogenazione riduttiva degli alogenuri arilici. È velenoso se iniettato e leggermente tossico per ingestione. È un teratogeno sperimentale, noto per irritare la pelle e gli occhi.

## Storia
La sintesi del tricloruro di itterbio fu descritta per la prima volta da Jan Hoogschagen nel 1946. Ora è una fonte disponibile in commercio di ioni Yb3+ e quindi di significativo interesse chimico.

## Proprietà chimiche
La configurazione elettronica di valenza di Yb+3 è 4f135s25p6, il che ha implicazioni cruciali per il comportamento chimico di Yb+3. Inoltre, le dimensioni di Yb+3 determinano il suo comportamento catalitico e le sue applicazioni biologiche. Ad esempio, mentre sia il Ce+3 che l'Yb+3 hanno un singolo elettrone f spaiato, il Ce+3 è molto più grande di Yb+3 perché i lantanidi diventano molto più piccoli con l'aumentare della carica nucleare effettiva come conseguenza del fatto che gli elettroni f non sono ben schermati come gli elettroni d. Questo comportamento è noto come "contrazione dei lantanidi". Le piccole dimensioni di Yb+3 producono un comportamento catalitico veloce e un raggio atomico (0,99 Å) paragonabile a molti ioni biologicamente importanti.
Le proprietà termodinamiche in fase gassosa di questa sostanza chimica sono difficili da determinare perché essa può formare in modo disproporzionato [YbCl6]3− o dimerizzare. La specie Yb2Cl6 è stata rilevata mediante spettrometria di massa a impatto elettronico (EI) come Yb2Cl5+. Ulteriori complicazioni nell'ottenimento di dati sperimentali derivano dalle molteplici transizioni elettroniche f-d e f-f a bassa quota. Nonostante questi problemi, le proprietà termodinamiche del tricloruro di itterbio sono state rivelate e il gruppo di simmetria C3V è stato assegnato in base alle quattro vibrazioni infrarosse attive.

## Preparazione
Il tricloruro di itterbio anidro può essere prodotto col metodo del cloruro di ammonio. Nella prima fase, l'ossido di itterbio viene riscaldato con cloruro di ammonio per produrre il sale di ammonio del pentacloruro:
{\displaystyle {\ce {Yb2O3\,+\,10NH4Cl\to 2(NH4)2YbCl5\,+\,6H2O\,+\,6NH3}}}
Nella seconda fase, il sale di cloruro di ammonio viene convertito in tricloruri riscaldando sotto vuoto a 350-400 °C:
{\displaystyle {\ce {(NH4)2YbCl5\to YbCl3\,+\,2HCl\,+\,2NH3}}}

## Reazioni
Il tricloruro di itterbio è un acido di Lewis paramagnetico, come molti dei cloruri dei lantanidi.

## Applicazioni in biologia
La biologia delle membrane è stata fortemente influenzata dal tricloruro di itterbio, dove il movimento degli ioni 39K+ e 23Na+ è fondamentale per stabilire gradienti elettrochimici. La trasmissione di segnali nervosi è un aspetto fondamentale della vita che può essere sondato col tricloruro di itterbio utilizzando tecniche di risonanza magnetica nucleare. Il tricloruro di itterbio può anche essere usato come sonda di ioni di calcio, in modo simile a una sonda agli ioni di sodio.
Il tricloruro di itterbio viene utilizzato anche per monitorare la digestione negli animali. Alcuni additivi per l'alimentazione dei suini, come i probiotici, possono essere aggiunti sia ai mangimi solidi che ai liquidi da bere. Il tricloruro di itterbio viaggia con l'alimento solido e quindi aiuta a determinare quale fase alimentare è ideale per incorporare l'additivo alimentare. La concentrazione di tricloruro di itterbio è quantificata mediante spettrometria di massa al plasma accoppiato induttivamente con una precisione di 0,0009 µg/mL. La concentrazione di tricloruro di itterbio in funzione del tempo produce la velocità di flusso del particolato solido nella digestione dell'animale. L'animale non è danneggiato dal tricloruro di itterbio poiché esso viene semplicemente escreto nella materia fecale e nei topi non è stato osservato alcun cambiamento nel peso corporeo, nel peso degli organi o nei livelli di ematocrito.
La natura catalitica del tricloruro di itterbio ha anche un'applicazione nei microarray di DNA, o i cosiddetti "chip" di DNA. Il tricloruro di itterbio ha portato a un aumento di 50-80 volte dell'incorporazione della fluoresceina nel DNA bersaglio, che potrebbe rivoluzionare il rilevamento delle malattie infettive (come un test rapido per la tubercolosi).